# Guaraná Antarctica
Pour les articles homonymes, voir Guarana (homonymie) et Antarctica.
Guaraná Antarctica est la boisson à base de guarana la plus populaire au Brésil.
Elle a été inventée en 1921 par Pedro Batista de Andrade pour la Companhia Antarctica Paulista, qui fait maintenant partie de Anheuser-Busch InBev. La boisson est également disponible au Portugal, en Espagne, au Honduras, au Danemark, en Italie, au Luxembourg, en Suisse, en Finlande, au Canada, au Royaume-Uni, au Japon, en Belgique et aux États-Unis. Elle est distribuée en France depuis fin 2012. La boisson est produite dans trois pays (Portugal, Brésil, et Japon).
C'est la deuxième boisson la plus vendue au Brésil, derrière le Coca-Cola. Actuellement, elle fait partie des 15 boissons gazeuses les plus vendues dans le monde.

## Marketing
En 2006, dans l'une de ses publicités, on trouve Diego Maradona  portant le maillot de l'équipe brésilienne et chantant l'hymne national brésilien avant de se réveiller et de proclamer que tout cela est un cauchemar, dû au fait qu'il a trop bu de Guaraná la veille. Cette publicité suscita une controverse en Argentine.
Une autre publicité controversée de Guarana Antarctica est un spot TV montrant les plantations de guaraná en Amazonie tandis qu'un narrateur explique les bases du processus de production du Guaraná Antarctica.  À la fin, le narrateur se tourne vers le public et dit: "Maintenant, demandez à Coca-Cola de vous montrer l'arbre à «Coca» ...", une attaque directe contre Coca-Cola.

## Valeur nutritionnelle
Valeur nutritionnelle d'une canette de 350mL de Guaraná Antarctica:
- Calories: 100kCal
- Glucides: 35 g (12 %)
- Sucres: 35 g
- Protéine: 0 g (0 %)
- Matières grasses: 0 g (0 %)
- Sodium: 20 mg (1 %)

## Ingrédients
Eau gazéifiée, sucre, caramel, acide citrique, benzoate de sodium, sorbate de potassium, acide ascorbique, extrait de guarana  et d'arômes naturels.
D'après certains sites brésiliens, la contenance en caféine serait de 0.9 mg / 100 ml.